# Erzbistum Wellington
Das Erzbistum Wellington (lateinisch Archidioecesis Vellingtonensis, englisch Archdiocese of Wellington) ist eine in Neuseeland gelegene Diözese der römisch-katholischen Kirche mit Sitz in Wellington.
Das Erzbistum wurde am 20. Juni 1848 mit der Teilung des Apostolischen Vikariats Neuseeland in das Bistum Auckland und das Bistum Wellington gegründet und am 10. Mai 1887 zum Erzbistum erhoben.
Dem Erzbistum Wellington sind die Suffraganbistümer Auckland, Christchurch, Dunedin, Hamilton in Neuseeland und Palmerston North angegliedert.

## Ordinarien
- Philippe-Joseph Viard SM (1860–1872)
- Francis Mary Redwood SM (1874–1935), erster Erzbischof
- Thomas O’Shea SM (1935–1954)
- Thomas Peter Kardinal McKeefry (1954–1973)
- Reginald John Kardinal Delargey (1974–1979)
- Thomas Stafford Kardinal Williams (1979–2005)
- John Atcherley Kardinal Dew (2005–2023)
- Paul Martin SM (seit 2023)